# Арбон, Херман Херманович
Херман Херманович Арбон (эст. Hermann Arbon; 18 мая 1898, Ревель — 2 июня 1942, Таллин) — эстонский государственный, политический и профсоюзный деятель. Один из руководителей советского партизанского движения в Эстонии в годы Великой Отечественной войны.

## Биография
Образования не получил. Читать и писать научился самостоятельно. В 1914—1915 работал на Ревельском вагоноремонтном заводе. За антиправительственные выступления был уволен и на месяц заключён в тюрьму «Толстая Маргарита». Позже, стал слесарем. В 1917 был мобилизован в русскую армию.
Участник Февральской революции в Гдове. В 1917 году переведен в формирующийся эстонский отряд и в октябре направлен в Таллин.
Во время германской оккупации Эстонии в начале 1918 года вернулся в Россию, однако, сразу же отправился обратно на родину. Немецкие оккупационные власти в течение некоторого времени содержали его в лагере военнопленных. 17 декабря 1918 года принял участие в организации демонстрации в Таллине, за что был арестован и подвергся судебному преследованию за антивоенные выступления. 30 декабря 1918 года военный суд приговорил его к 15 годам каторжных работ. В июле 1919 года Арбон был освобождён по амнистии.
С 1922 — активист рабочего движения Эстонии, с 1926 — член Трудовой партии Эстонии, возглавлял отдел по делам молодежи и входил в состав таллинского комитета партии.
Подвергался преследованиям властей первой Эстонской Республики. В январе 1924 был арестован, в ходе судебного процесса над 149 коммунистами Эстонии, обвинён в государственной измене и в ноябре того же года — осуждён.
На свободу вышел через 14 лет в мае 1938 года (после всеобщей амнистии политзаключенных в Эстонии). До 1940 работал в Таллинской больничной кассе. С 1938 по 4.07.1940 — член Нелегального Бюро КП Эстонии.
С 1940 — член Коммунистической партии Эстонии. В июле 1940 избран депутатом Верховного Совета Эстонской ССР. Член Президиума Верховного Совета ЭССР. Был избран депутатом Верховного Совета СССР 1-го созыва от Эстонской ССР в Совет Национальностей в результате выборов 12 января 1941 года.
С декабря 1940 по апрель 1941 — председатель Центрального Совета профсоюзов Эстонской ССР. С 8.02.1941 по 2.06.1942 — член Бюро ЦК КП (б) Эстонии. С марта 1941 по июнь 1942 — секретарь ЦК КП(б) Эстонии.
Участник Великой Отечественной войны.
23 июля 1941 года был создан республиканский штаб по руководству партизанским движением в Эстонии, который первоначально возглавил Феодор Окк (позднее, его сменил Херман Роог), в состав штаба вошли также Херман Арбон, Артур Ваха и Освальд Тууль. По партийной линии, общее руководство партизанским движением на территории Эстонии осуществляли Н. Г. Каротамм, Х. Арбон, Э. Кадакас, Н. Руус и М. Китсинг.
В мае 1942 немецкие оккупационные власти арестовали Х. Арбона и обвинили его в коммунистической деятельности и организации советского партизанского движения на территории Эстонии.
2 июня 1942 года был расстрелян немцами в Таллине.